# مرکادال
مرکادال (به اسپانیایی: Es Mercadal) یک شهرستان در اسپانیا است که در منرکا واقع شده‌است.

## خصوصیات
مرکادال ۱۳۸ کیلومترمربع مساحت و ۵٬۳۹۶ نفر جمعیت دارد و ۷۱ متر بالاتر از سطح دریا واقع شده‌است.